# 李志国 (1954年)
李志国（1954年8月—），男，汉族，安徽宣城人，中华人民共和国政治人物。

## 生平
1973年8月任安徽省广德县东亭公社民办教师。1976年调至芜湖市高压电瓷厂工作，历任芜湖市高压电瓷厂钳工，政工干事，技术科科长，厂长助理，副厂长，党支部书记、副厂长。期间于1978年9月至1983年12月参加安徽师范大学夜大学物理系学习。1992年8月，任芜湖市镜湖区人民政府副区长。1993年4月，兼任芜湖市经计委主任。1996年4月，任芜湖市镜湖区人民政府副区长、党组副书记。
1998年3月，任芜湖市镜湖区委副书记、区人民政府区长。2003年2月，任芜湖市镜湖区委书记。同年4月，兼任镜湖区人大常委会主任。期间于2002年9月至2005年7月参加中央党校在职研究生班经管专业学习。2006年2月，调任芜湖市鸠江区委书记；同年3月兼任鸠江区人大常委会主任。2006年11月，任芜湖市委统战部部长，鸠江区委书记、区人大常委会主任。2007年1月，任芜湖市政协副主席、市委统战部部长。2014年10月不再兼任市委统战部部长职务。